# 里约大冒险2
《里约大冒险2》（英語：Rio 2）是一部2014年美国3D电脑动画音乐喜剧冒险片，由美国藍天工作室制作，二十世纪福斯负责发行。为2011年《里约大冒险》的续集，前作巴西导演卡洛斯·沙尔丹哈执导，北美和中国于2014年4月11日上映。
英文版主要配音演員：傑西·艾森柏格、安妮·海瑟薇、will.i.am、傑米·福克斯、乔治·洛佩兹、崔西·摩根、杰梅奈·克莱门特、莱斯利·曼恩、罗德里格·桑托罗、 傑克·奧斯汀。

## 剧情
琳达定居里约后，和丈夫图里奥去亚马逊丛林考察，意外发现了斯皮克斯金剛鸚鵡的羽毛，经过电视报道后，珠儿说服丈夫布鲁一起去帮助琳达寻找自己的同类—— 斯皮克斯金剛鸚鵡。然而一个有组织的非法砍伐的头领认为琳达和图里奥二人的行踪会妨碍自己的砍伐事业，于是命令手下人马前去阻止琳达和图里奥的科考行动。琳达和图里奥在考察时，发现那群人在砍伐树木，于是见义勇为，图里奥因被保护绳绊住而被盗伐者抓获，琳达逃跑。琳达回到考察站时也被抓住并和图里奥一起绑在一颗树上。另一方面，葵花凤头鹦鹉奈杰（在第一部中坠机后被送到了医院，医生救治了他，但他不会飞了。随后他被流落到亚马逊附近的小镇算命）为了复仇，也来到亚马逊丛林去找布鲁，与他同行的有对他产生疯狂爱慕的雌树蛙加比和沉默的食蚁兽查理，奈杰计划运用加比的毒液来对付布鲁。
布鲁和珠儿带着他们的三个鹦鹉宝宝以及GPS等随身装备来到亚马逊丛林，他们在此发现了濒临灭绝的族群，珠儿意外地与自己父亲重逢，三位宝宝也喜得外公。而布鲁一方面对能歌善舞的罗伯托与珠儿的关系感到不快，另一方面与这位始料未及的岳父大人爱德华多产生隔阂，原来爱德华多对人类充满敌意，绝不允许部落鹦鹉与人类有任何近距离接触。而布鲁很不适应这个丛林的生活，希望尽快回到里约。
布鲁为了讨得老婆珠儿的爱心，以及证明自己的能力，越过边界到了临近红金刚鹦鹉部落的领地采摘果实，因此惹下大祸。爱德华多率领部落人马与费利佩率领的部落人马采用七战四胜制、一种类似足球的游戏来一比输赢，赢家会获得此地果实的所有权。最后布鲁在第七局失手，踢了个乌龙球，因此受到部落的冷落。后来布鲁救了琳达和图里奥。看到大片林木被砍，布鲁和爱德华多决定率领丛林里的动物们向盗伐者人类宣战。最终盗伐者都被赶跑，其头目也被一条蟒蛇吃进了肚子里。
但是部分树上仍然绑有炸药，布鲁去拆炸药，与奈杰打斗起来，他们从地上打到空中，此时炸药爆炸，他们被炸飞，然后掉到了树藤上，仍然继续打斗。奈杰在与布鲁打斗中，被加比的毒箭意外射中，奈杰以为自己身中剧毒，而加比则吞下自己的毒液打算殉情自尽，事后碧娅指出加比是没有毒的树蛙，奈杰和加比则被图里奥装进笼子里并计划送往里约，从此奈杰被加比一直纠缠下去。赶走盗伐者后，此地得到政府保护成为了国家野生动物保护区，而布鲁也适应了该地的生活习惯，决定和妻子儿女们共同在此生活下去。

## 角色

### 介紹
阿藍（Blu）
雄性斯皮克斯金剛鸚鵡，來自幕斯湖，珠兒的丈夫。
耐久（Nigel）
窮凶惡極的葵花鳳頭鸚鵡，前集因羽毛遭受損而不能飛行，但向阿藍复仇的野心不会熄灭。
珠兒（Jewel）
雌性斯皮克斯金剛鸚鵡，來自里约热内卢，阿藍的妻子。
琳達（Linda Gunderson Monteiro）
領養阿藍十五年的女子，杜利歐的妻子。
杜利歐（Dr. Tulio Monteiro）
巴西鳥類學家，琳達的丈夫。
愛華多（Eduardo）
珠兒的父親，討厭人類原因是人類破壞環境。
卡拉（Carla）
阿藍與珠兒喜歡音樂的大女兒。
碧雅（Bia）
阿藍與珠兒聰明的小女兒，可以滔滔不绝地讲出一大堆知识和数据，具有无穷的好奇心。
小迪（Tiago）
阿藍與珠兒年紀最小，自由奔放的獨子，卡拉和碧雅的弟弟。
拉斐爾（Rafael）
喜歡里約嘉年華的大嘴鳥。
派多（Pedro）
喜歡饒舌音樂的冠紅蠟嘴鵐。
尼可（Nico）
派多的好朋友，戴著紙瓶蓋帽子的金絲雀。
羅伯特（Roberto）
珠兒的兒時的青梅竹馬。
咪咪（Mimi）
愛華多的姊姊。
蓋比（Gabi）
箭毒蛙，耐久的小跟班。暗戀耐久。后來碧雅证实其實是一只无毒的树蛙，被人误解为有剧毒。而後耐久被蓋比一直纠缠下去，被杜利歐装进笼子里并计划送往里约。
費南多（Fernando）
琳達與杜利歐領養的孩子。
魯茲（Luiz）
口水流不停的鬥牛犬。
艾娃（Eva）
彩虹巨嘴鳥，拉斐爾的妻子。
菲利培（Felipe）
緋紅金剛鸚鵡，是與金剛鸚鵡部落有領土爭議的部落領袖。

### 配音員
| 配音              | 配音     | 配音   | 配音   | 角色                             |
| 美國              | 台灣     | 香港   | 大陸   | 角色                             |
| ----------------- | -------- | ------ | ------ | -------------------------------- |
| 傑西·艾森柏格     | 許仁杰   | 陸永   | 張欣   | 阿藍（Blu）                      |
| 杰梅奈·克莱门特   | 王治平   | 黎家希 | 劉風   | 耐久（Nigel）                    |
| 安妮·海瑟薇       | 徐佳瑩   | 官恩娜 | 狄菲菲 | 珠兒（Jewel）                    |
| 莱斯利·曼恩       | 許雲雲   | 李莎娜 | 詹佳   | 琳達（Linda Gunderson Monteiro） |
| 罗德里格·桑托罗   | 夏治世   | 鄧肇基 | 吳磊   | 杜利歐（Dr. Tulio Monteiro）     |
| 安迪·加西亞       | 李英立   | 譚漢華 |        | 愛華多（Eduardo）                |
| 瑞秋·克蘿         | 歐陽妮妮 | 王瑩   |        | 卡拉（Carla）                    |
| 阿曼德拉·斯坦伯格 | 歐陽娣娣 | 曾昊晴 |        | 碧雅（Bia）                      |
| 皮爾斯·佳格儂     | 孫少宇   | 林駿熹 | 陶典   | 小迪（Tiago）                    |
| 乔治·洛佩兹       | 徐健春   | C君    | 王肖兵 | 拉斐爾（Rafael）                 |
| Will.i.am         | 林協忠   | 羅偉亮 | 海帆   | 派多（Pedro）                    |
| 傑米·福克斯       | 陳國偉   | 邱廷輝 | 李丹青 | 尼可（Nico）                     |
| 布鲁诺·马尔斯     | 柳錫文   | 何承駿 | 趙文赫 | 羅伯特（Roberto）                |
| 麗塔·莫瑞諾       | 姜瑰瑾   | 陳安瑩 |        | 咪咪（Mimi）                     |
| 克莉絲汀·錢諾維斯 | 陳佩潔   | 劉惠雲 | 黃笑嬿 | 蓋比（Gabi）                     |
| 傑克·奧斯汀       |          |        |        | 費南多（Fernando）               |
| 崔西·摩根         | 符爽     | 李建良 |        | 魯茲（Luiz）                     |
| 貝波·吉兒柏托     | 姜瑰瑾   |        |        | 艾娃（Eva）                      |
| 娜塔莉·莫瑞里斯   |          |        |        | 新聞主播（news anchor）          |
| 賈奈爾・夢內      |          |        |        | 夢奈醫生（Dr. Monae）            |
| 菲利普·勞倫斯     |          | 黃龍傑 |        | 菲利培（Felipe）                 |

## 制作
2012年10月，《综艺》杂志报道，卡洛斯·沙尔丹哈已与20世纪福斯签订了五年的合约，以拍摄动画电影和真人电影，本片就是其中一部 。前作编剧唐·雷莫于2012年11月28日因头颈癌逝世享年51岁，当时他正在为本片写剧本。2013年4月18日，影片的初版预告片在拉斯维加斯的动漫影展上正式发布，5月14日同款预告片在网络上发行。

## 音乐

### 原声带
影片原声带于2014年3月25日由大西洋唱片发行。
曲目
| 曲序     | 曲目                                | 歌唱者                                                                                                | 时长  |
| -------- | ----------------------------------- | --- | ----- |
| 1.       | What Is Love?                       | Janelle Monáe                                                                                         | 3:31  |
| 2.       | Rio Rio（featuring B.o.B）          | Ester Dean                                                                                            | 2:41  |
| 3.       | Beautiful Creatures                 | Barbatuques, Andy García, and Rita Moreno                                                             | 2:07  |
| 4.       | Welcome Back                        | Bruno Mars                                                                                            | 1:08  |
| 5.       | Ô Vida                              | Carlinhos Brown and Nina De Freitas                                                                   | 1:47  |
| 6.       | It's a Jungle Out Here（Brazilian） | Philip Lawrence featuring Uakti                                                                       | 3:59  |
| 7.       | Don't Go Away（featuring Uakti）    | Anne Hathaway and Flavia Maia                                                                         | 2:38  |
| 8.       | Batucada Familia                    | Carlinhos Brown, Siedah Garrett, Jamie Foxx, Rachel Crow, Amy Heidemann, Andy García, and Rita Moreno | 2:42  |
| 9.       | Poisonous Love                      | Kristin Chenoweth and Jemaine Clement                                                                 | 3:30  |
| 10.      | I Will Survive                      | Jemaine Clement and Kristin Chenoweth                                                                 | 1:51  |
| 11.      | Bola Viva                           | Carlinhos Brown                                                                                       | 3:22  |
| 12.      | Favo De Mel                         | Milton Nascimento                                                                                     | 3:08  |
| 13.      | It's a Jungle Out Here              | Philip Lawrence                                                                                       | 4:00  |
| 14.      | What Is Love                        | Janelle Monáe, Anne Hathaway, Jesse Eisenberg, Jamie Foxx, and Carlinhos Brown                        | 2:43  |
| 总时长： | 总时长：                            | 总时长：                                                                                              | 39:07 |

### 配乐
John Powell所作的电影配乐于2014年4月8日由Sony Classical发行。
曲目
| 曲序     | 曲目                                                                                   | 时长  |
| -------- | -------------------------------------------------------------------------------------- | ----- |
| 1.       | 20th Century Fox Fanfare (Samba Version)（composed by Alfred Newman）                  | 0:24  |
| 2.       | Batucada People                                                                        | 1:35  |
| 3.       | Over the Falls（featuring Milton Nascimento）                                          | 3:39  |
| 4.       | Breakfast in Rio                                                                       | 3:08  |
| 5.       | Fireworks on the Roof（featuring Uakti）                                               | 1:27  |
| 6.       | Traveling Family                                                                       | 1:59  |
| 7.       | Sideshow Freaks（featuring Uakti）                                                     | 3:08  |
| 8.       | Stalking the Ferry                                                                     | 2:06  |
| 9.       | River Boat on the Loggers（featuring Carlinhos Brown and Uakti）                       | 2:59  |
| 10.      | Escorted to the Clan（featuring Uakti and Barbatuques）                                | 5:40  |
| 11.      | Up Carla's Monkey（featuring Uakti）                                                   | 2:15  |
| 12.      | Spider Invite（featuring Uakti and Barbatuques）                                       | 2:46  |
| 13.      | Humans Are Longer Than They Told Me（featuring Uakti）                                 | 2:23  |
| 14.      | Tongue-apult to Blu's Nightmare                                                        | 2:08  |
| 15.      | Red Bullies（featuring Uakti）                                                         | 3:19  |
| 16.      | Tantrums Lead to Explosions（featuring Uakti）                                         | 3:42  |
| 17.      | Lollipops Are Bad for Your Teeth（featuring Milton Nascimento, Uakti and Barbatuques） | 3:55  |
| 18.      | Battle for the Heart of the Forest                                                     | 4:45  |
| 19.      | Romeo and Juliet's Unfortunate Demise（featuring Uakti and Barbatuques）               | 3:52  |
| 总时长： | 总时长：                                                                               | 55:10 |

## 评价
影片获得混合评价，烂番茄新鲜度为48%，Metacritic上34家媒体综评49分。
好评有：“一部相当出色的巴西音乐剧，一流的人声出演和蒙太奇剪辑。本片与第一部保持着同等水准，同时满足儿童层面的喧闹与成人层面的幽默”，“出色的音乐和舞蹈编排与慵懒的剧情推进形成反差，我相信在观影中你一定希望还不如让所有角色都闭嘴，直接开始舞蹈算了”，“它并不仅仅是一部亚马逊探险，它还拥有足够多的愚蠢音乐和动物形象来欢愉观众”；差评有：“扑面而来的艳丽色彩和眼花缭乱的动感画面令人欣喜，但长时间的演绎终究会让观众筋疲力尽”，“总体而言并没有太大的进步，除了歌曲和画面几乎没有继承前作的任何闪光点”。

## 票房
美国首周末收获3932万美元，次于《美国队长2》列第二位；次周末收2250万蝉联亚军；第三周末收1365万列第四位。
中国大陆首周三天收获8200万人民币，次于《美国队长2》列第二位。次周收7500万蝉联亚军。第三周收4300万列第六位，累计2亿人民币。第四周收3580万列第六；最终成绩为2.45亿。
台北累计986万新台币。